# Natalja Mihajlovna Vogyanova
Natalja Mihajlovna Vogyanova (oroszul: Наталья Михайловна Водянова; Gorkij, 1982. február 28.) orosz topmodell, színésznő. Jelenleg Párizsban él.

## Élete
A Szovjetunióban, Gorkijban (most Nizsnyij Novgorod) született. Natalja kiskorában az édesanyjával élt és két testvérével Krisztyinával és Okszanával éltek együtt nagy szegénységben. Egyik húga fogyatékossággal jött a világra. Édesapja elhagyta őket. Tinédzserkorában a lány mindig segített édesanyjának gyümölcsöt árulni a piacon. Majd később egyik jó barátjával létrehoztak egy saját gyümölcs standot.

## Karrier

### Modell
A piacon, ahol gyümölcsöket adott el, sokan észrevették különleges szépségét. Tizenöt évesen beiratkozott egy modellakadémiára. Egy feltételt támasztottak: három hónapon belül meg kellett tanulnia angolul. Párizsba költözött és szerződést írt alá a Viva Models Management-tel.
Gucci parfümjeit reklámozta és 200 divatbemutatón lépett kifutóra. Olyan világmárkáknak modellkedett, mint Givenchy, Calvin Klein, Louis Vuitton, Yves Saint-Laurent, L’Oréal, David Yurman, Marc Jacobs, Stella McCartney, Versace, Diane von Fürstenberg, Chanel, Guerlain, Etam és mások.
2003 szeptemberében szerepelt először a brit Vogue címlapján. Összesen hétszer kérte fel a Brit Vogue, hogy szerepeljen a címlapon.
2009 tavaszán az Etam francia fehérneműgyártó cég hároméves szerződést kötött Vogyanovával, amelynek értelmében ő lett az Etam márkanagykövete. Hetedik legjobban kereső topmodell a világon a models.com szerint.
2009. december 12-én őt jelölték a Socsi 2014 téli olimpia egy nagyköveteként.

2010-ben megjelent a vancouveri olimpia záróünnepségén. A Tatlerben a legjobban öltözöttek Top-10-es listájában is szerepel.
A 2018-as labdarúgó-világbajnokság döntőjében Philipp Lahm német világbajnok labdarúgó és Vodianova vitte be a pályára a vb-trófeát.

### Színjátszás
2001-ben szerepet kapott Roman Coppola CQ című filmjében. 2009 májusában ő volt az egyik házigazdája az Eurovíziós Dalfesztiválnak. 2010-ben ő játszotta Medusa-t a Titánok harca című filmben. 2010-ben megkapta a Belle du Seigneur egyik szerepét.

## Magánélet
2001 19 évesen beleszeretett Justin Portmanbe, egy angol dúsgazdag arisztokratába. Ebben az évnek novemberében már össze is házasodtak. Ekkor már 8 hónapos terhes volt, első fiuk, Lucas Alexander 2001 decemberében született.
2002-ben egyházi szertartásra is sor került Szentpéterváron ahol Tom Ford ruhát viselt.
2006. március 24-én megszületett kislányuk Neva, akit a Néva folyóról neveztek el.
2007. szeptember 13-án második fiuk Viktor. Őt Natalja nagyapjáról nevezték el mivel mikor apja elment ő segített felnevelni őket.
2010-ben megromlott kapcsolata férjével.
2011 juniusában bejelentették, hogy véglegesen elváltak.
Jelenleg Antoine Arnaultal van kapcsolatban aki a Louis Vuttion luxusmárka kommunikációs vezetője.
Jelenleg Párizsban él együtt három gyermekével.

## Stílusikon, érdekességek
- Natalja hozta újra divatba a hullámos hajat, és a bőrnadrágot.
- A divat világában úgy ismerik (ismerték meg), mint azt a lányt, aki szült egy gyereket, aztán két hétre rá már újra a kifutón sétált, hibátlan alakjával, mintha semmi sem történt volna.
- nem is olyan régen a beceneve Supernova volt.
- West Sussexben is található egy kastélyuk.
- Végtelenül ambiciózus fajta (hangzott el egy interjújában)
- Két éve, Moszkvában egy jótékonysági estet szervezett.